# Bala Desejo
Bala Desejo és un banda brasilera de bossa nova, indie pop, música tropicalista, pop rock i MPB, formada a Rio de Janeiro l'any 2020.

## Història
La banda es va formar l'any 2020, durant la pandèmia de la COVID-19, quan els músics i excompanys de l'Escola Parque, Dora Morelenbaum (la filla dels músics Jaques i Paula Morelenbaum), Julia Mestre, Lucas Nunes (Membre de Dônica i productor de Caetano Veloso) i Zé Ibarra (Dônica i membre de la banda de Milton Nascimento) van decidir passar la quarantena junts en un apartament a Copacabana. Poc després van començar a actuar en programes web, sovint apareixent com a banda de suport per a la cantant Teresa Cristina en els seus concerts en directe d'Instagram. El productor Gabriel Andrade els va descobrir i els va oferir un àlbum, la composició i la producció del qual van durar 11 mesos.
El seu àlbum debut Sim Sim (2022) va guanyar el premi Grammy Llatí pel Millor àlbum de pop contemporani en llengua portuguesa. La banda també va ser nominada com a Millor Grup de l'Any i Revelació de l'Any als Premis Multishow de Música Brasilera de 2022.
La banda ha actuat en diversos festivals importants, com ara Rock in Rio, Coala Festival i Primavera Sound.
A més de la seva implicació amb la banda, tots els membres tenen carreres en solitari paral·leles; en particular, Lucas és un col·laborador de Caetano Veloso, treballant com a músic de gira, director artístic i productor discogràfic. Zé va participar l'any 2022 de la gira de comiat de Milton Nascimento.

## Formació

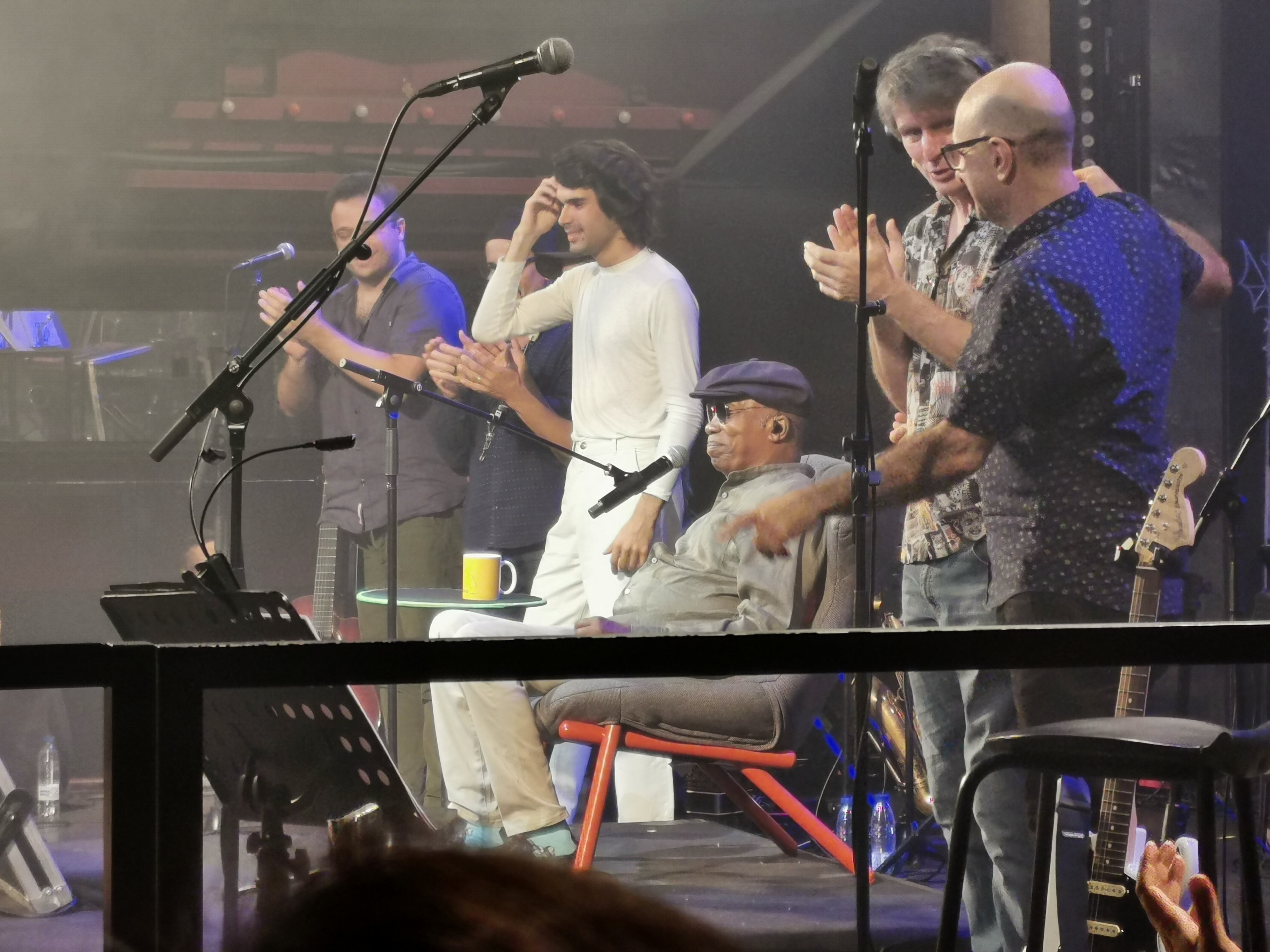
Zé Ibarra (de blanc) en el concert de Milton Nascimento a Barcelona, 2022.

- Dora Morelenbaum
- Julia Mestre
- Lucas Nunes
- Zé Ibarra

## Discografia
| Any  | Àlbum   | Discogràfica  | Format                            |
| ---- | ------- | ------------- | --------------------------------- |
| 2022 | Sim sim | Coala Records | LP, streaming, descàrrega digital |

## Premis i nominacions
| Any  | Premi                               | Nominació                                              | A           | Resultat  |
| ---- | ----------------------------------- | ------------------------------------------------------ | ----------- | --------- |
| 2022 | Premi Multishow de Música Brasilera | Grup de l'Any                                          | Bala Desejo | Nominat   |
| 2022 | Premi Multishow de Música Brasilera | Revelació de l'Any                                     | Bala Desejo | Nominat   |
| 2022 | Grammy Llatí                        | Millor Àlbum de Pop Contemporani en Llengua Portuguesa | Bala Desejo | Guanyador |